# 亚当·科利

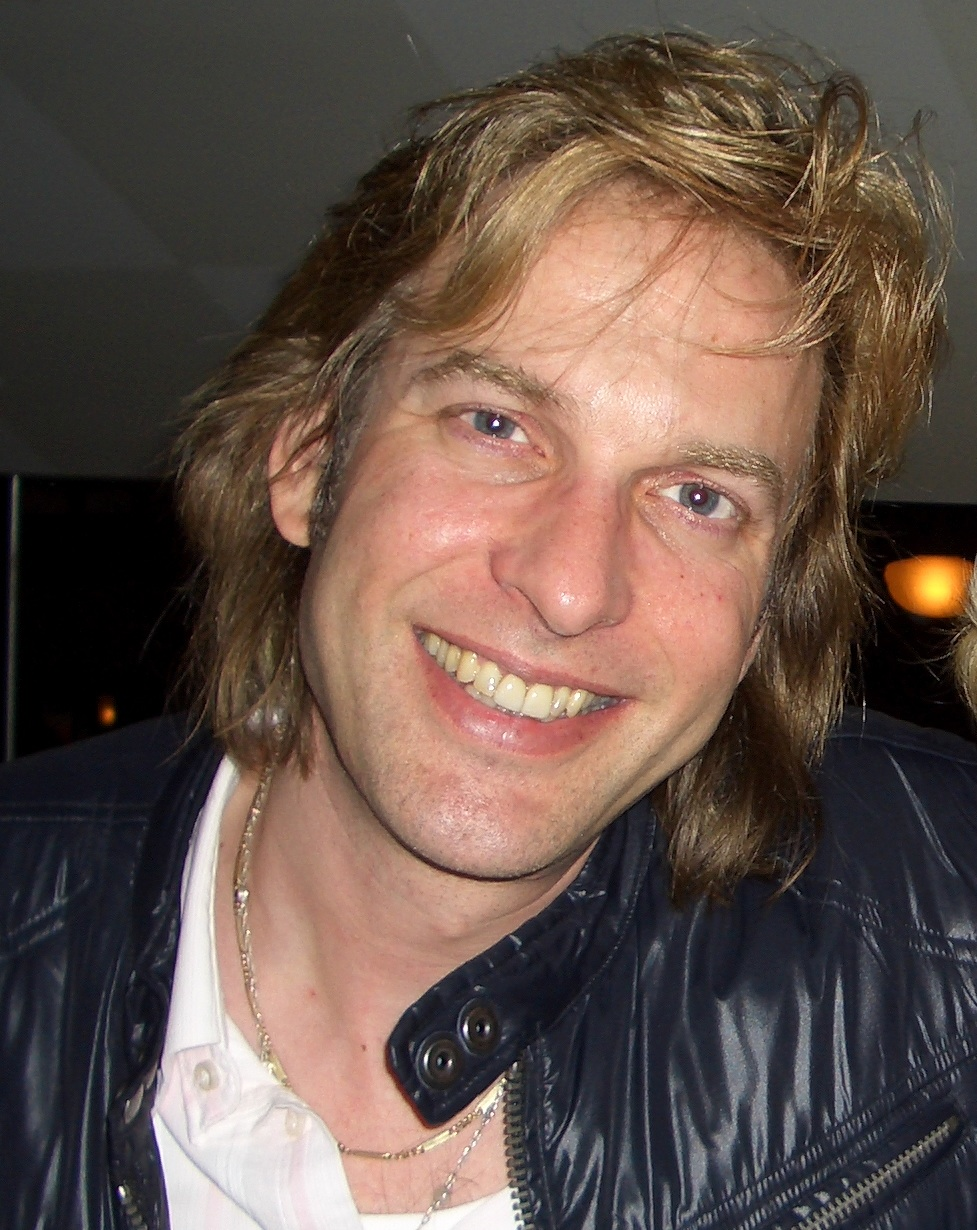
亚当·科利

亚当·科利(Adam Clark Curry)，生于1964年9月3日，是一个广播界及互联网名人。他以1987年至1994年间主持音樂電視網时的争议而闻名。20世纪90年代中，科利是一个万维网企业家，也是第一个自己创立、管理网页的名人。踏入2000年，他致力开拓播客。
科利和荷兰歌手Patricia Paay结婚，并育有一女儿Christina Curry.

## 早期电台和电视阶段
科利出生于阿灵顿弗吉尼亚州，1972年至1987年移居阿姆斯特丹。在荷兰，假名"John Holdon"给一个私人电台工作了一段时间后，他在主持每周流行乐电视节目 Countdown时一炮而红。他也曾为荷兰广播电台Veronica主持过一些电台和电视节目。
1986年，科利成了音乐电视网的节目主持。期间他曾因录制节目采访过迈克尔·杰克逊和保罗·麦卡特尼等巨星。

## 网络和MTV.com阶段
科利在1980年末开始尝试在网络展开他的天地。1993年他抢先注册了域名"mtv.com"，并希望在那里宣传非官方的意见。音乐电视网后来控告他抢注公司域名，最后庭外和解。

## 回到欧洲
出售了他在美国的公司后，科利和他的家人于1999年回到了荷兰，随后定居比利时。他在荷兰为前雇主Veronica Radio主持一个morning talk，以追逐他的广播生涯，直至2004年9月。随后他和他家人短暂地主演了现实肥皂剧亚当一家(Adam's Family) （页面存档备份，存于）。
2004年科利一家迁至英国。

## 播客
亚当·科利主持一个名为每日代码源的播客。他的妻子和女儿偶尔在节目中出现。他是2004年在斯坦福法律学院举办的BloggerCon的重要人物。
2005年6月，科利主持Sirius Satellite Radio的"亚当·科利播客秀 (Adam Curry's PodShow)"。这个节目在北美东部标准时间每个工作日傍晚6点开始到10点结束。2005年6月他在iTunes上开始了PodFinder的工作，这个节目方便新的听众发掘更多的播客。

## 争议

### 维基
科利在2005年编辑维基的播客一文时，过分突出自己对播客创立的贡献，而忽视了其他人的前期工作。（页面存档备份，存于）（英文）
科利随后道歉，说他并不清楚如何使用维基的编辑功能，也不清楚Kevin Marks（英文）所作的前期贡献。 （英文） （页面存档备份，存于）（英文）
Dave Winer（英文），令一个互联网上的争议人物，指责亚当夸大自己的贡献，而自己却并未发明任何东西。 （页面存档备份，存于）（英文）

### 新闻诉讼
2006年2月末，亚当控告荷兰一图片杂志Weekend未经允许，从亚当的Flickr页（页面存档备份，存于）摘取其女儿照片，并在该杂志上印刷出版。所有图片均经Creative Commons许可，严禁作商业用途，并且要求征得拥有者同意。然而该杂志并没有联系亚当。法庭判决并没有赔偿亚当，但是规定如果该杂志再印任何亚当女儿的图片，必须付以罚款。